# Let's Dance 2012
Let's Dance 2012 var den sjunde säsongen av TV-programmet Let's Dance, som sändes i TV4. Säsongen startade 30 mars 2012. Som den tidigare säsongen var Jessica Almenäs och David Hellenius programledare. Juryn bestod också som tidigare säsong av Dermot Clemenger, Ann Wilson och Tony Irving, men Isabel Edvardsson som var jurymedlem förra året fick lämna programmet. Vinnare av Let's Dance 2012 blev Antonio Hysén med sin danspartner Sigrid Bernson.

## Tävlande
Den 14 mars 2012 presenterade TV4 deltagarna och dansarna för säsongen.
- Pernilla Wahlgren, dansar med Tobias Bader
- Pär-Ola Nyström, dansar med Jeanette Carlsson
- Camilla Henemark, dansar med Tobias Karlsson
- Marcus Schenkenberg, dansar med Maria Bild
- Antonio Hysén, dansar med Sigrid Bernson
- Molly Nutley, dansar med Calle Sterner
- Camilla Läckberg, dansar med Kristjan Lootus
- Anders Timell, dansar med Cecilia Ehrling
- Helena Paparizou, dansar med David Watson
- Bengt Frithiofsson, dansar med Oksana Spichak

## Program

### Program 1
Sändes den 30 mars 2012.
1. Pernilla Wahlgren och Tobias Bader  - Cha-cha (Ain’t no mountain high enough)
2. Anders Timell och Cecilia Ehrling  - Vals (Against all odds)
3. Molly Nutley och Calle Sterner - Cha-cha (Raise your glass)
4. Marcus Schenkenberg och Maria Bild - Vals (Longing for lullabies)
5. Bengt Frithiofsson och Oksana Spichak - Cha-cha (Can you feel it)
6. Camilla Läckberg och Kristjan Lootus - Vals (You make me feel)
7. Helena Paparizou och David Watson - Cha-cha (Hang with me)
8. Pär-Ola Nyström och Jeanette Karlsson - Vals (My heart is refusing me)
9. Antonio Hysén och Sigrid Bernson - Cha-cha (Moves like jagger)
10. Camilla Henemark och Tobias Karlsson - Vals (Moving on)

#### Juryns poäng
| Nr | Tävlingspar            | Dermot Clemenger | Ann Wilson | Tony Irving | Poängsumma |
| -- | ---------------------- | ---------------- | ---------- | ----------- | ---------- |
| 1  | Pernilla och Tobias    | 3                | 4          | 2           | 9          |
| 2  | Anders och Cecilia     | 3                | 3          | 2           | 8          |
| 3  | Molly och Calle        | 2                | 4          | 3           | 9          |
| 4  | Marcus och Maria       | 4                | 5          | 4           | 13         |
| 5  | Bengt och Oksana       | 3                | 3          | 1           | 7          |
| 6  | Camilla L och Kristjan | 5                | 5          | 4           | 14         |
| 7  | Helena och David       | 5                | 5          | 6           | 16         |
| 8  | Pär-Ola och Jeanette   | 3                | 3          | 2           | 8          |
| 9  | Anton och Sigrid       | 6                | 6          | 6           | 18         |
| 10 | Camilla H och Tobias   | 4                | 4          | 2           | 10         |

#### Utröstningen
I de första programmet röstas ingen ut men nedan visas dock ändå de par som erhöll minst antal poäng sammanlagt från både tittare och jury
| Lägst antal poäng                     |                                       |
| Bengt Frithiofsson och Oksana Spichak | Pär-Ola Nyström och Jeanette Karlsson |

### Program 2
Sändes den 6 april 2012.
1. Helena Paparizou och David Watson - Quickstep (Domino – Jessie J)
2. Pär-Ola Nyström och Jeanette Carlsson - Rumba (In the club – Danny Saucedo)
3. Bengt Frithiofsson och Oksana Spichak - Quickstep (I’m so excited – The pointed sisters)
4. Camilla Läckberg och Kristjan Lootus - Rumba (No one – Alicia Keys)
5. Pernilla Wahlgren och Tobias Bader - Quickstep (Don’t stop me now - Queen)
6. Anders Timell och Cecilia Ehrling - Rumba (Fields of gold - Sting)
7. Molly Nutley och Calle Sterner - Quickstep (Dry my soul – Amanda Jensen)
8. Camilla Henemark och Tobias Karlsson - Rumba (Hero – Enrique Iglesias)
9. Marcus Schenkenberg och Maria Bild - Rumba (Make you feel my love - Adele)
10. Antonio Hysén och Sigrid Bernson - Quickstep (Kom igen Lena – Håkan Hellström)

#### Juryns poäng
| Nr | Tävlingspar            | Dermot Clemenger | Ann Wilson | Tony Irving | Poängsumma | jurypoäng, program 1,2 |
| -- | ---------------------- | ---------------- | ---------- | ----------- | ---------- | ---------------------- |
| 1  | Helena och David       | 5                | 4          | 6           | 15         | 31                     |
| 2  | Pär-Ola och Jeanette   | 2                | 2          | 1           | 5          | 13                     |
| 3  | Bengt och Oksana       | 4                | 4          | 4           | 12         | 19                     |
| 4  | Camilla L och Kristjan | 5                | 5          | 4           | 14         | 28                     |
| 5  | Pernilla och Tobias    | 4                | 5          | 5           | 14         | 23                     |
| 6  | Anders och Cecilia     | 3                | 4          | 4           | 11         | 19                     |
| 7  | Molly och Calle        | 5                | 6          | 5           | 16         | 25                     |
| 8  | Camilla H och Tobias   | 4                | 3          | 2           | 9          | 19                     |
| 9  | Marcus och Maria       | 4                | 4          | 5           | 13         | 26                     |
| 10 | Anton och Sigrid       | 4                | 5          | 4           | 13         | 31                     |

#### Utröstningen
Listar de två par som erhöll minst tittar- och juryröster under de två första programmen.

Den av dessa två som är markerad med mörkgrå färg är den som tvingats lämna tävlingen (den till vänster).
| Lägst antal poäng                     |                                   |
| Pär-Ola Nyström och Jeanette Karlsson | Anders Timell och Cecilia Ehrling |

### Program 3
Sändes den 13 april 2012.
1. Marcus Schenkenberg och Maria Bild - Tango (Grenade – Bruno Mars)
2. Molly Nutley och Calle Sterner - Jive (White light moment – Tove Styrke)
3. Helena Paparizou och David Watson - Paso Doble (Hurtful – Erik Hassle)
4. Camilla Henemark och Tobias Karlsson - Slowfox (Fever – Peggy Lee)
5. Anders Timell och Cecilia Ehrling - Tango (Välkommen in – Veronica Maggio)
6. Bengt Frithiofsson och Oksana Spichak - Jive (Hey ya - Madonna)
7. Antonio Hysén och Sigrid Bernson - Paso Doble (Hung up – Madonna)
8. Camilla Läckberg och Kristjan Lootus - Slowfox (Why am I crying – Molly Sandén)
9. Pernilla Wahlgren och Tobias Bader - Jive (I’m still standing – Elton John)

#### Juryns poäng
| Nr | Tävlingspar            | Dermot Clemenger | Ann Wilson | Tony Irving | Poängsumma |
| -- | ---------------------- | ---------------- | ---------- | ----------- | ---------- |
| 1  | Marcus och Maria       | 5                | 6          | 6           | 17         |
| 2  | Molly och Calle        | 4                | 4          | 3           | 11         |
| 3  | Helena och David       | 7                | 5          | 4           | 16         |
| 4  | Camilla H och Tobias   | 2                | 2          | 1           | 5          |
| 5  | Anders och Cecilia     | 4                | 4          | 5           | 13         |
| 6  | Bengt och Oksana       | 3                | 3          | 3           | 9          |
| 7  | Anton och Sigrid       | 9                | 8          | 9           | 26         |
| 8  | Camilla L och Kristjan | 7                | 6          | 5           | 18         |
| 9  | Pernilla och Tobias    | 6                | 6          | 6           | 18         |

#### Utröstningen
Listar de två par som erhöll minst tittar- och juryröster i programmet.

Den av dessa två som är markerad med mörkgrå färg är den som tvingats lämna tävlingen (den till vänster).
| Lägst antal poäng                 |                                    |
| Helena Paparizou och David Watson | Marcus Schenkenberg och Maria Bild |

### Program 4
Sändes den 20 april 2012.
1. Anders Timell och Cecilia Ehrling - Samba (Don't stop til you get enough – Michael Jackson)
2. Camilla Läckberg och Kristjan Lootus - Samba (Release me –  Agnes)
3. Antonio Hysén och Sigrid Bernson - Samba (Ai se te pegó – Michel Teló)
4. Pernilla Wahlgren och Tobias Bader - Samba (Torn – Natalie Imbruglia)
5. Bengt Frithiofsson och Oksana Spichak - Samba (Volare – Gipsy Kings)
6. Molly Nutley och Calle Sterner - Samba (Euphoria – Loreen)
7. Marcus Schenkenberg och Maria Bild - Samba (Bumpy ride – Mohombi)
8. Camilla Henemark och Tobias Karlsson - Samba (Vart jag mig i världen vänder – Den svenska björnstammen)

#### Juryns poäng
| Nr | Tävlingspar            | Dermot Clemenger | Ann Wilson | Tony Irving | Poängsumma |
| -- | ---------------------- | ---------------- | ---------- | ----------- | ---------- |
| 1  | Anders och Cecilia     | 6                | 5          | 5           | 16         |
| 2  | Camilla L och Kristjan | 7                | 6          | 7           | 20         |
| 3  | Anton och Sigrid       | 7                | 8          | 9           | 24         |
| 4  | Pernilla och Tobias    | 5                | 6          | 4           | 15         |
| 5  | Bengt och Oksana       | 3                | 4          | 4           | 11         |
| 6  | Molly och Calle        | 5                | 5          | 3           | 13         |
| 7  | Marcus och Maria       | 4                | 5          | 3           | 12         |
| 8  | Camilla H och Tobias   | 3                | 3          | 1           | 7          |

#### Utröstningen
Listar de två par som erhöll minst tittar- och juryröster i programmet.

Den av dessa två som är markerad med mörkgrå färg är den som tvingats lämna tävlingen (den till vänster).
| Lägst antal poäng                     |                                      |
| Bengt Frithiofsson och Oksana Spichak | Camilla Läckberg och Kristjan Lootus |

### Program 5
Sändes den 27 april 2012. All danspar dansade också en Viennese Waltz där de tre bästa fick poäng.
1. Pernilla Wahlgren och Tobias Bader - Tango (Please don’t stop the music – Rihanna)
2. Marcus Schenkenberg och Maria Bild - Cha-cha (Shout it out – David Lindgren)
3. Camilla Henemark och Tobias Karlsson - Jive (Dancing with tears in my eyes – Ultravox)
4. Anders Timell och Cecilia Ehrling - Cha-cha (Amazing – Danny Saucedo)
5. Camilla Läckberg och Kristjan Lootus - Jive (Stay the night – Alcazar )
6. Antonio Hysén och Sigrid Bernson - Slowfox (I dont believe you – Pink)
7. Molly Nutley och Calle Sterner - Tango (I gotta Feeling – Black Eyed Peas)

#### Juryns poäng
| Nr | Tävlingspar            | Dermot Clemenger | Ann Wilson | Tony Irving | Poängsumma |
| -- | ---------------------- | ---------------- | ---------- | ----------- | ---------- |
| 1  | Pernilla och Tobias    | 6                | 5          | 7           | 18         |
| 2  | Marcus och Maria       | 5                | 5          | 6           | 16+3=19    |
| 3  | Camilla H och Tobias   | 4                | 4          | 2           | 10+1=11    |
| 4  | Anders och Cecilia     | 6                | 5          | 5           | 16         |
| 5  | Camilla L och Kristjan | 7                | 7          | 7           | 21+2=23    |
| 6  | Anton och Sigrid       | 7                | 7          | 9           | 23         |
| 7  | Molly och Calle        | 7                | 7          | 6           | 20         |

#### Utröstningen
Listar de två par som erhöll minst tittar- och juryröster i programmet.

Den av dessa två som är markerad med mörkgrå färg är den som tvingats lämna tävlingen (den till vänster).
| Lägst antal poäng                  |                                   |
| Pernilla Wahlgren och Tobias Bader | Anders Timell och Cecilia Ehrling |

### Program 6
Sändes den 4 maj 2012. All danspar dansade också en Rock 'n' Roll-dans där de alla fick en extra poäng.
1. Camilla Läckberg och Kristjan Lootus - Quickstep (You’re the one that I want – Grease)
2. Molly Nutley och Calle Sterner - Paso doble (Vårens första dag – Laleh)
3. Anders Timell och Cecilia Ehrling - Slowfox (Hero – Charlotte Perrelli)
4. Antonio Hysén och Sigrid Bernson - Rumba (One moment in time – Whitney Huston)
5. Camilla Henemark och Tobias Karlsson - Quickstep (Walking on sunshine – Katrina and the waves)
6. Marcus Schenkenberg och Maria Bild - Slowfox (I want to hold your hand – The Beatles)

#### Juryns poäng
| Nr | Tävlingspar            | Dermot Clemenger | Ann Wilson | Tony Irving | Poängsumma |
| -- | ---------------------- | ---------------- | ---------- | ----------- | ---------- |
| 1  | Camilla L och Kristjan | 10               | 9          | 10          | 29+2=31    |
| 2  | Molly och Calle        | 8                | 8          | 8           | 24+8=32    |
| 3  | Anders och Cecilia     | 7                | 7          | 6           | 20+4=24    |
| 4  | Anton och Sigrid       | 10               | 10         | 8           | 28+10=38   |
| 5  | Camilla H och Tobias   | 6                | 6          | 4           | 16+6=22    |
| 6  | Marcus och Maria       | 8                | 8          | 9           | 25+12=37   |

#### Utröstningen
Listar de två par som erhöll minst tittar- och juryröster i programmet.

Den av dessa två som är markerad med mörkgrå färg är den som tvingats lämna tävlingen (den till vänster).
| Lägst antal poäng                 |                                |
| Anders Timell och Cecilia Ehrling | Molly Nutley och Calle Sterner |

### Program 7
Sändes den 11 maj 2012. Alla danspar dansade också en Salsadans.
1. Camilla Henemark och Tobias Karlsson  - Cha-cha-cha (What a feeling - Irene Cara)
2. Marcus Schenkenberg och Maria Bild  - Paso doble (Eye of the tiger - Survivor)
3. Molly Nutley och Calle Sterner   - Vals (Everything I do I do it for you - Bryan Adams)
4. Camilla Läckberg och Kristjan Lootus  - Cha-cha-cha (Pretty woman - Roy Orbison)
5. Antonio Hysén och Sigrid Bernson  - Tango (A view to a kill - Duran Duran)

#### Juryns poäng
| Nr | Tävlingspar            | Dermot Clemenger | Ann Wilson | Tony Irving | Poängsumma |
| -- | ---------------------- | ---------------- | ---------- | ----------- | ---------- |
| 1  | Camilla H och Tobias   | 5                | 5          | 4           | 14+2=16    |
| 2  | Marcus och Maria       | 7                | 7          | 8           | 22+8=30    |
| 3  | Molly och Calle        | 10               | 9          | 9           | 28+6=34    |
| 4  | Camilla L och Kristjan | 8                | 8          | 6           | 22+4=26    |
| 5  | Anton och Sigrid       | 9                | 10         | 10          | 29+10=39   |

#### Utröstningen
Listar de två par som erhöll minst tittar- och juryröster i programmet.

Den av dessa två som är markerad med mörkgrå färg är den som tvingats lämna tävlingen (den till vänster).
| Lägst antal poäng                    |                                    |
| Camilla Henemark och Tobias Karlsson | Marcus Schenkenberg och Maria Bild |

### Program 8
Sändes den 18 maj 2012.
Omgång 1
1. Camilla Läckberg och Kristjan Lootus - Tango (Born this way - Lady Gaga)
2. Marcus Schenkenberg och Maria Bild - Quickstep (When you’re looking like that - Westlife)
3. Antonio Hysén och Sigrid Bernson - Vals (Because of you - Kelly Clarkson)
4. Molly Nutley och Calle Sterner - Rumba (Mandy - Barry Manilow)

Omgång 2
1. Camilla Läckberg och Kristjan Lootus - Bugg (Inget stoppar oss nu - Blackjack)
2. Marcus Schenkenberg och Maria Bild - Bugg (Sofia dansar gogo – Stefan Rüdén)
3. Antonio Hysén och Sigrid Bernson - Bugg (Hound dog – Elvis Presley)
4. Molly Nutley och Calle Sterner - Bugg (Every little thing – Carlene Carter)

#### Juryns poäng
| Nr | Tävlingspar            | Dermot Clemenger | Ann Wilson | Tony Irving | Poängsumma |
| -- | ---------------------- | ---------------- | ---------- | ----------- | ---------- |
| 1  | Camilla L och Kristjan | (17) 10+7        | (16) 9+7   | (15) 7+8    | (48) 26+22 |
| 2  | Marcus och Maria       | (16) 9+7         | (17) 9+8   | (17) 9+8    | (50) 27+23 |
| 3  | Anton och Sigrid       | (17) 7+10        | (17) 7+10  | (13) 6+7    | (47) 20+27 |
| 4  | Molly och Calle        | (17) 7+10        | (18) 8+10  | (18) 8+10   | (53) 23+30 |

#### Utröstningen
Listar de två par som erhöll minst tittar- och juryröster i programmet.

Den av dessa två som är markerad med mörkgrå färg är den som tvingats lämna tävlingen (den till vänster).
| Lägst antal poäng                    |                                    |
| Camilla Läckberg och Kristjan Lootus | Marcus Schenkenberg och Maria Bild |

### Program 9
Sändes den 25 maj 2012.
Omgång 1
1. Antonio Hysén och Sigrid Bernson - Jive (About you now – Timo Räisänen)
2. Marcus Schenkenberg och Maria Bild - Jive (u can’t hurry love – Phil Collins)
3. Molly Nutley och Calle Sterner - Slowfox (Set fire to the rain - Adele)

Omgång 2
1. Antonio Hysén och Sigrid Bernson - Quickstep (Kom igen Lena – Håkan Hellström)
2. Marcus Schenkenberg och Maria Bild - Samba (Bumpy ride - Mohombi)
3. Molly Nutley och Calle Sterner - Tango (I gotta feeling – Black Eyed Peas)

#### Juryns poäng
| Nr | Tävlingspar      | Dermot Clemenger | Ann Wilson | Tony Irving | Poängsumma |
| -- | ---------------- | ---------------- | ---------- | ----------- | ---------- |
| 1  | Anton och Sigrid | (18) 9+9         | (18) 9+9   | (19) 9+10   | (55) 27+28 |
| 2  | Marcus och Maria | (15) 8+7         | (17) 9+8   | (16) 9+7    | (48) 26+22 |
| 3  | Molly och Calle  | (19) 9+10        | (18) 8+10  | (17) 7+10   | (54) 24+30 |

#### Utröstningen
Listar de två par som erhöll minst tittar- och juryröster i programmet.

Den av dessa två som är markerad med mörkgrå färg är den som tvingats lämna tävlingen (den till vänster).
| Lägst antal poäng                  |                                |
| Marcus Schenkenberg och Maria Bild | Molly Nutley och Calle Sterner |

### Program 10
Sändes den 1 juni 2012.
Omgång 1
1. Molly Nutley och Calle Sterner - Quickstep (Dry my soul - Amanda Jenssen)
2. Antonio Hysén och Sigrid Bernson - Tango (A view to a kill - Duran Duran)

Omgång 2
1. Molly Nutley och Calle Sterner - Paso doble (Vårens första dag - Laleh)
2. Antonio Hysén och Sigrid Bernson - Samba (Ai se te pegó - Michel Teló)

Omgång 3
1. Molly Nutley och Calle Sterner - Showdans (En jävel på kärlek - GES)
2. Antonio Hysén och Sigrid Bernson - Showdans (It's raining men - The Weather Girls)

#### Juryns poäng
| Nr | Tävlingspar      | Dermot Clemenger | Ann Wilson    | Tony Irving   | Poängsumma    |
| -- | ---------------- | ---------------- | ------------- | ------------- | ------------- |
| 1  | Molly och Calle  | (30) 10+10+10    | (29) 9+10+10  | (30) 10+10+10 | (89) 29+30+30 |
| 2  | Anton och Sigrid | (30) 10+10+10    | (30) 10+10+10 | (29) 9+10+10  | (89) 29+30+30 |

#### Vinnare
Listar nedan det par som erhöll flest antal tittarröster och därmed vann Let's Dance 2012.
| Vinnare                          |
| Antonio Hysén och Sigrid Bernson |